# Kungsgatan, Stockholm

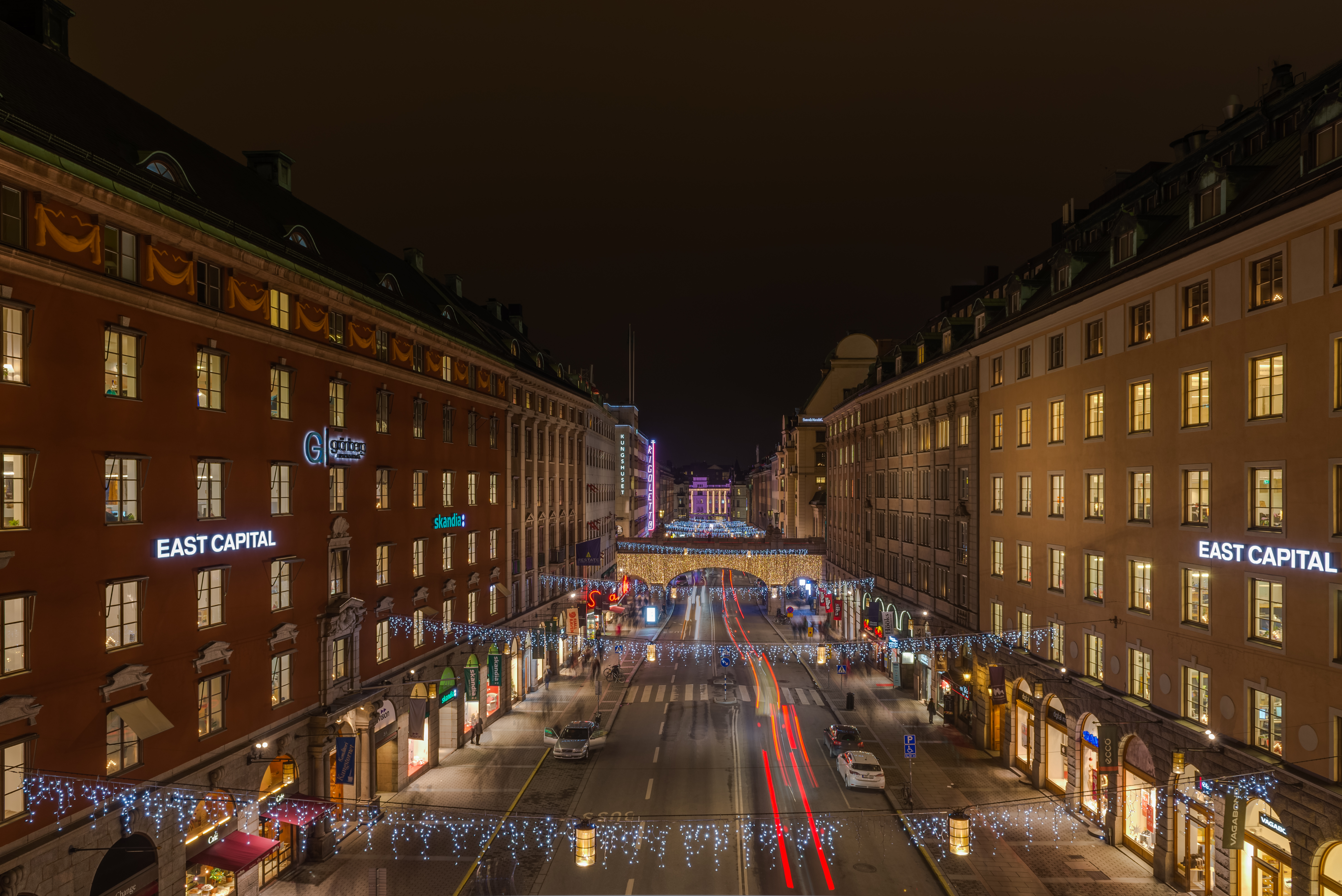
Kungsgatan österut sedd från Malmskillnadsbron i januari 2014.

Kungsgatan är en paradgata genom stadsdelarna Norrmalm och Kungsholmen i Stockholms innerstad. Gatan löper i ost-västriktning från Birger Jarlsgatan vid Stureplan till Kungsholmsgatan och är cirka 1,5 kilometer lång.
Arkitekturen längs Kungsgatans östra del domineras av påkostade byggnader uppförda huvudsakligen på 1910-, 1920- och 1930-talen, bland dem Myrstedt & Stern (invigd 1910), Konserthuset (invigd 1926) och Centrumhuset (invigd 1931). Den västra delen, som är betydligt äldre, domineras av byggnader från tidigare decennier. Här kan nämnas Lundbergska huset (uppfört 1883–1885) och Oscarsteatern (invigd 1906).
Över Kungsgatan leder två valvbroar: Malmskillnadsbron och Regeringsgatans bro. Båda anlades i samband med att Kungsgatan grävdes genom Brunkebergsåsen och invigdes samtidigt med gatan 1911.
Stockholms och Sveriges första trafiksignal togs i drift i januari 1925. En nyfiken skara människor hade samlats vid korsningen Kungsgatan/Vasagatan för att beskåda nyheten.

## Historia

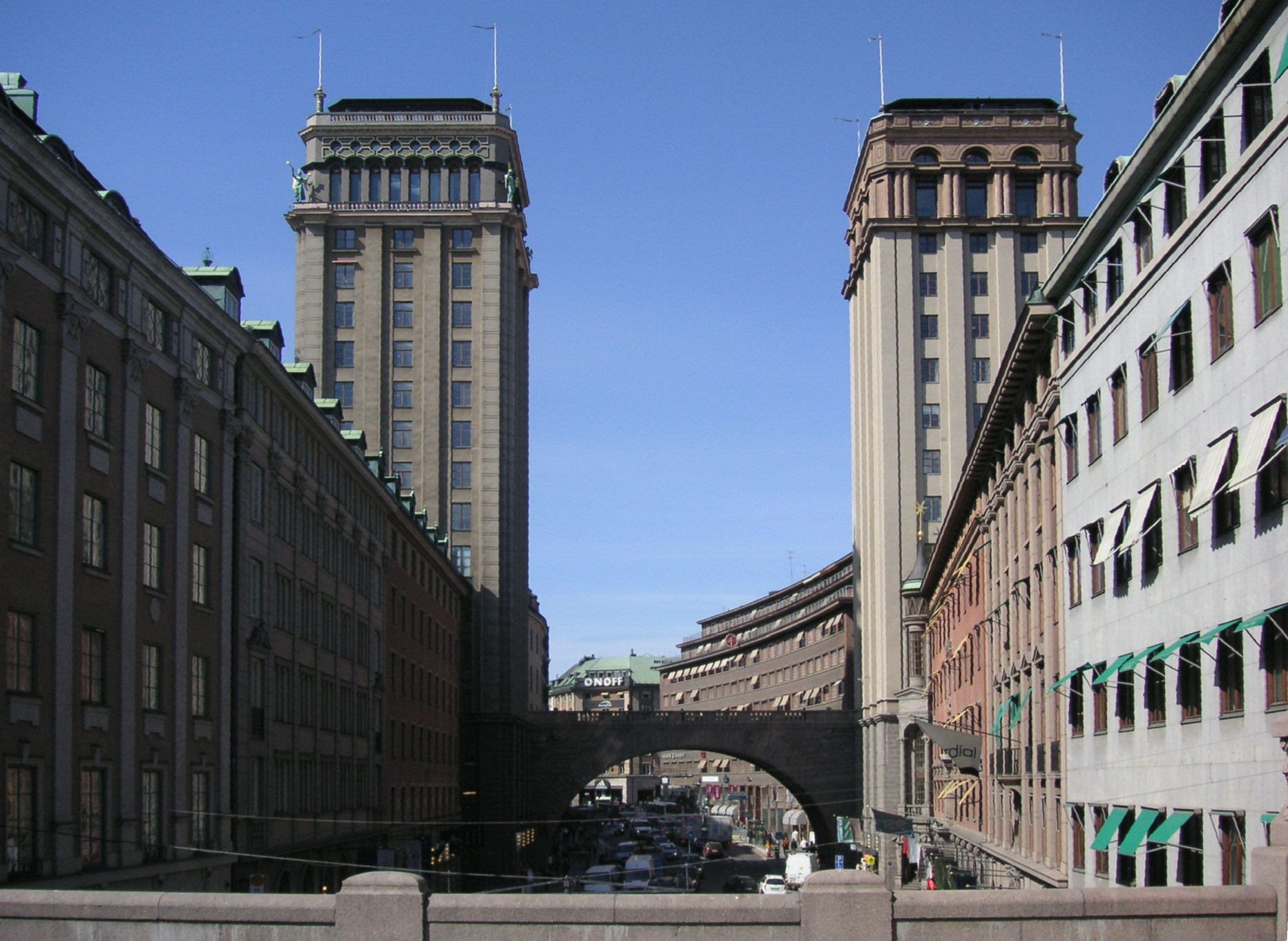
Kungsgatan västerut med Kungstornen och Malmskillnadsbron, 2008.

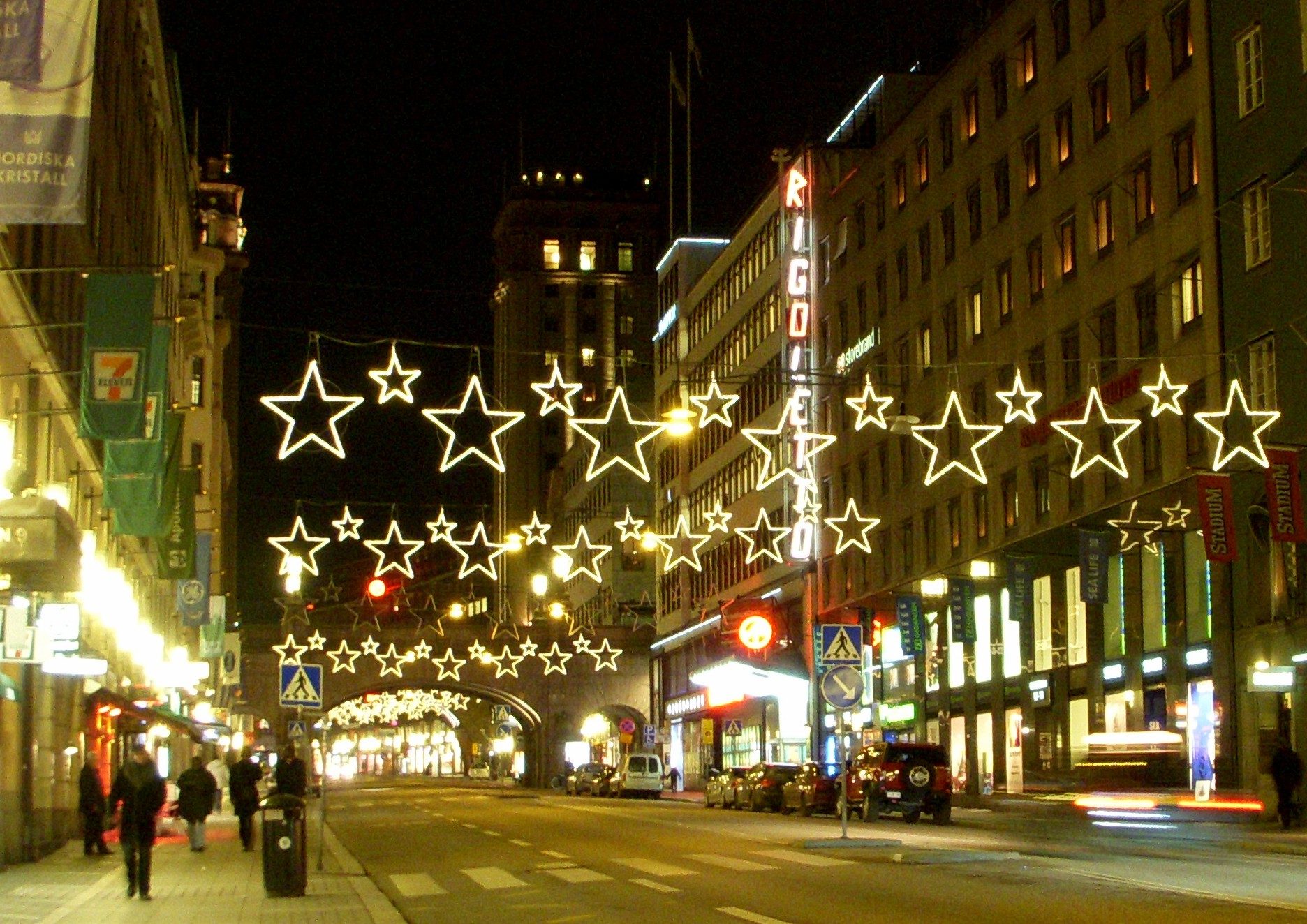
Kungsgatan västerut, december 2008.

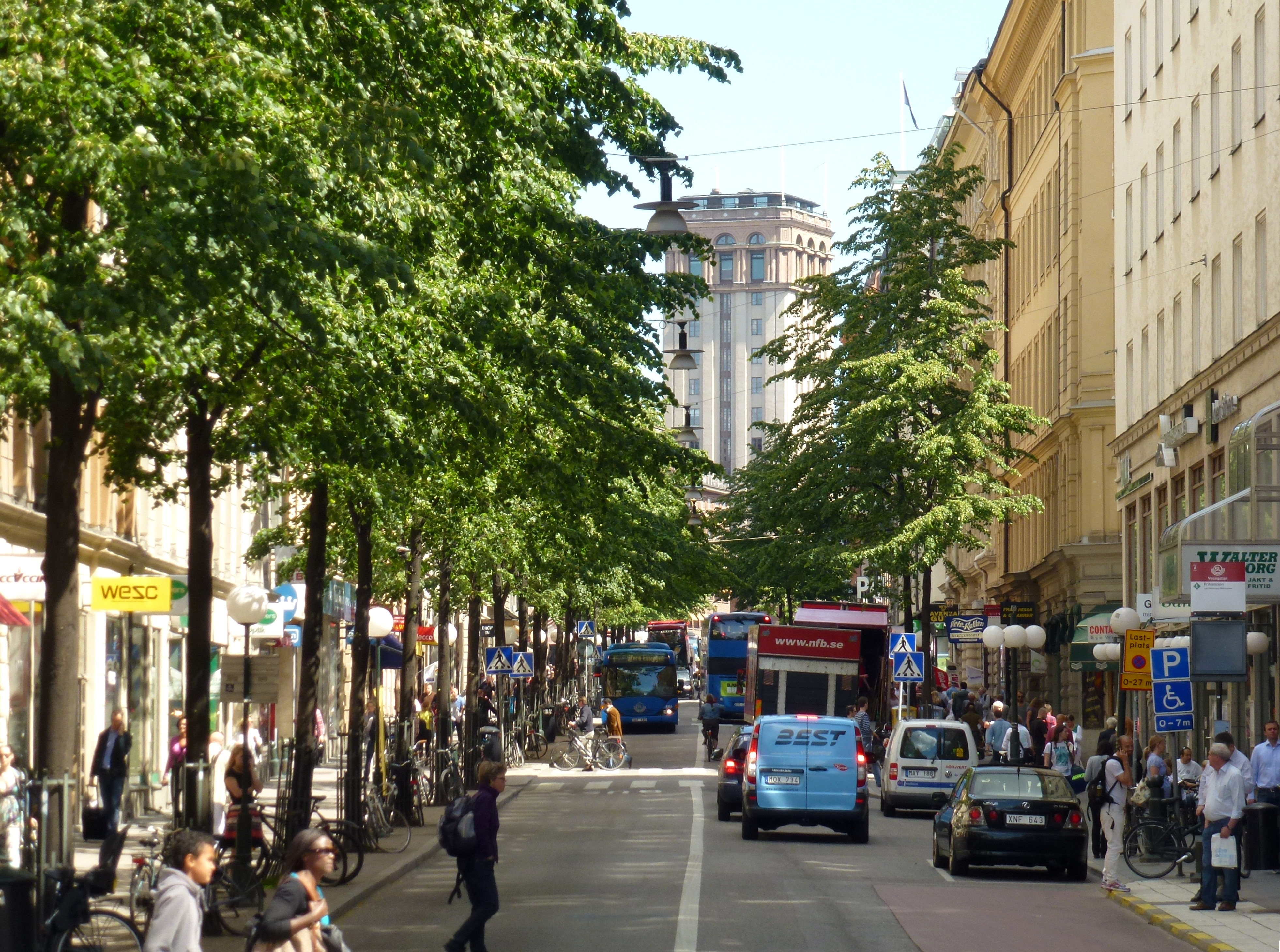
Kungsgatan mot öst från Vasagatan.

År 1887 fattade stadsfullmäktige beslut om att Kungsgatan skulle dras fram till Stureplan, rakt genom Brunkebergsåsen. Innan dess leddes all trafik över åsen. Gatan över åsen hade många olika namn, de äldsta kända var Helsingegathun (1647) och Helsing grenden (1658). I början av 1700-talet ändrades namnet till Luthers gatun, Lutterns grend och slutligen Lutternsgatan.
Kungsgatan östra del invigdes den 24 november 1911 efter att grävning och sprängningsarbete genom Brunkebergsåsen pågått i sex års tid. Den ersatte då Lutternsgatan, en gata med skjul och gammal trähusbebyggelse. Vid genomsprängningarna påträffades fornlämningar från den vikingaby man förmodat låg ungefär där Hötorget ligger idag. Innan invigningen, den 21 november, provkördes den första spårvagnen i Stockholm på gatan "vagnen gick två gånger fram och tillbaka mellan Stureplan och Hötorget".
Till följd av nivåskillnaden gick Malmskillnadsgatan och Regeringsgatan över de nybyggda viadukterna, någon bebyggelse fanns inte vid öppnandet, vid dess sidor fanns bara en jordslänt längs norra och södra sidan av gatan. 1915 presenterade arkitekt Sven Wallander en vision om två höga tvillingtorn vid Malmskillnadsbrons ömse brofästen med omgivande lägre byggnader med öppna arkader i gatunivån. Förslaget låg till grund för den stadsplan som fastställdes 1919 vilken eftersträvade ett krökt gaturum från Norrlandsgatan till nuvarande Sveavägen med Kungstornen som höjdpunkt. Hushöjden bestämdes till sex våningar och fasaderna skulle, trots flera olika arkitekter, ges ett enhetligt utförande med arkadmotiv i bottenvåningarna.
Under 1950-talet påbörjades byggandet av Stockholms tunnelbana mellan Kungsgatan och Slussen, en period under vilken gatan hade stor betydelse i centrala Stockholm. När Stockholms kommersiella centrum på 1960-talet flyttades söderut till Hamngatan och Sergels torg innebar det början på en nedgångsperiod för gatulivet på Kungsgatan. 
För att ge Kungsgatan tillbaka lite av sin forna status genomfördes på 1980-talet en renovering och uppsnyggning av gatan på dåvarande stadsarkitekten Per Kallstenius initiativ. I samband med det breddades trottoarerna och en enhetlig skyltning och belysning uppsattes.
2023 startades en omfattande renovering av Kungsgatan då den över 100 år gamla gatan behövde förstärkas mellan Sveavägen och Norrlandsgatan. I samband med detta arbete, som utförs i etapper fram till sommaren 2025 utförs även omfattande förändringar i gatumiljön som syftar till att förbättra trivseln.

## Kvällsstämning då och nu
I december 1945 stod fotografen Gunnar Lundh på Malmskillnadsbron och tog bilder på Kungsgatan vid juletid mot väst och öst. Motsvarande fotografier skapades i december 2010.

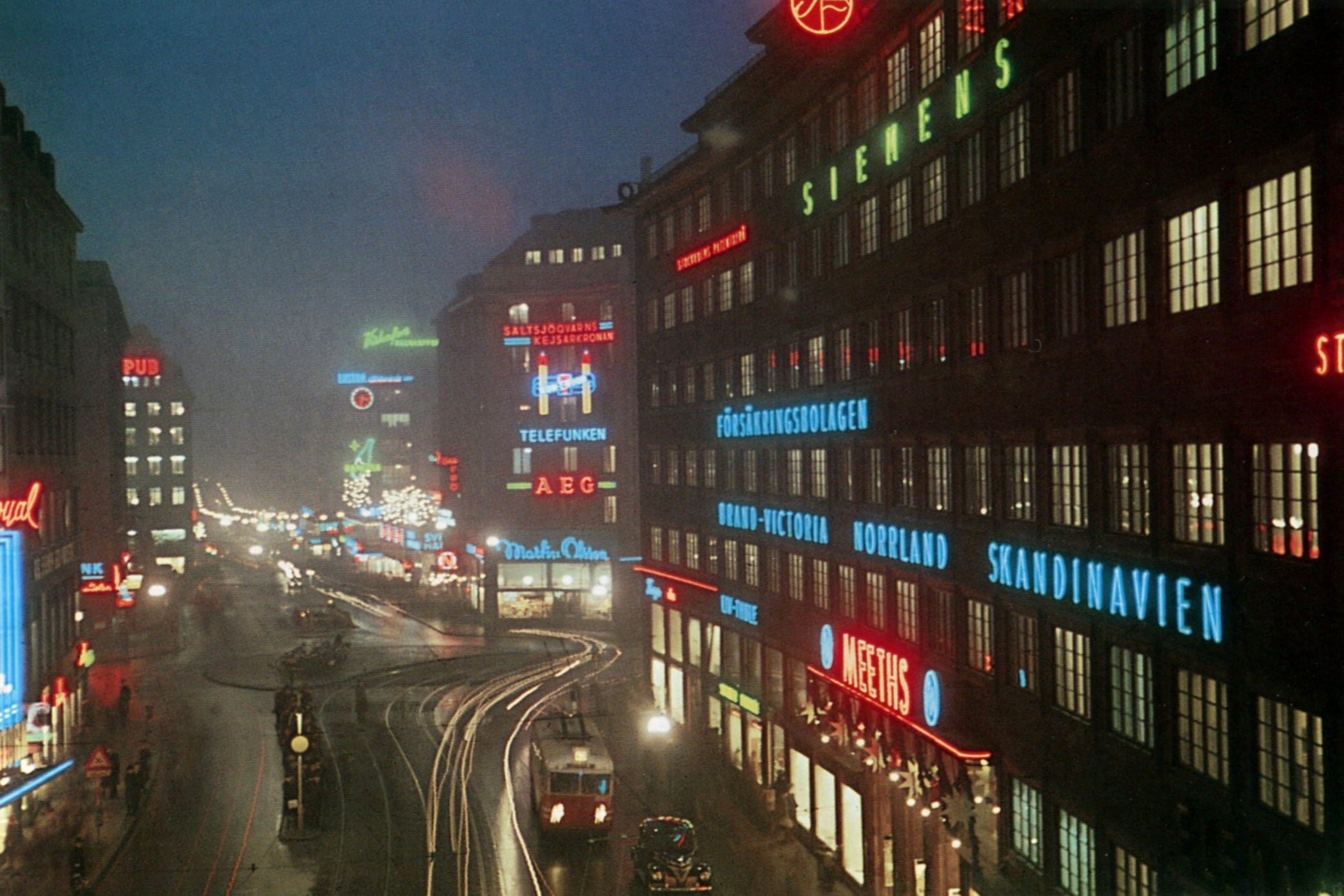
Mot väst 1945
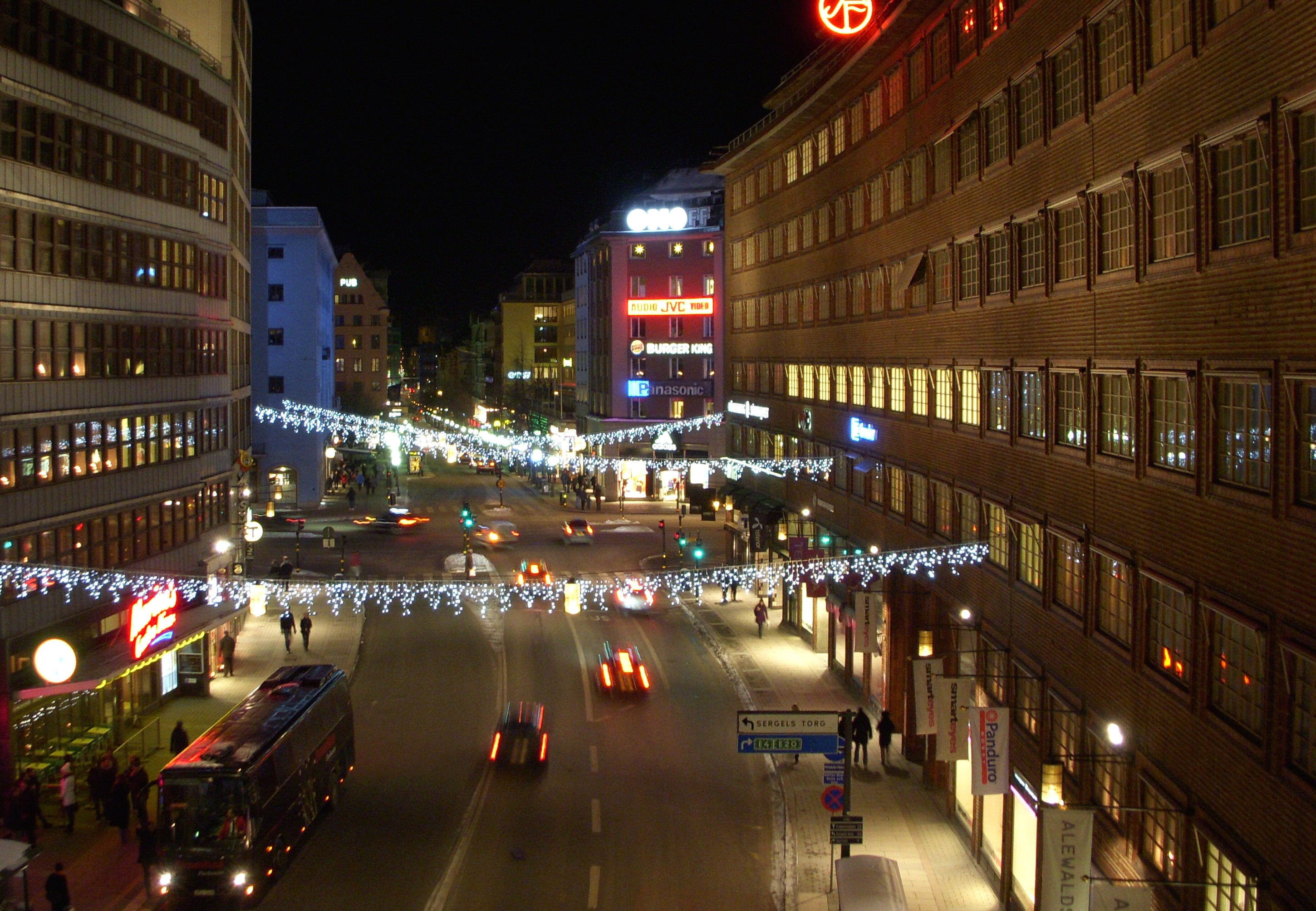
Mot väst 2010 (samma vy som 1945)
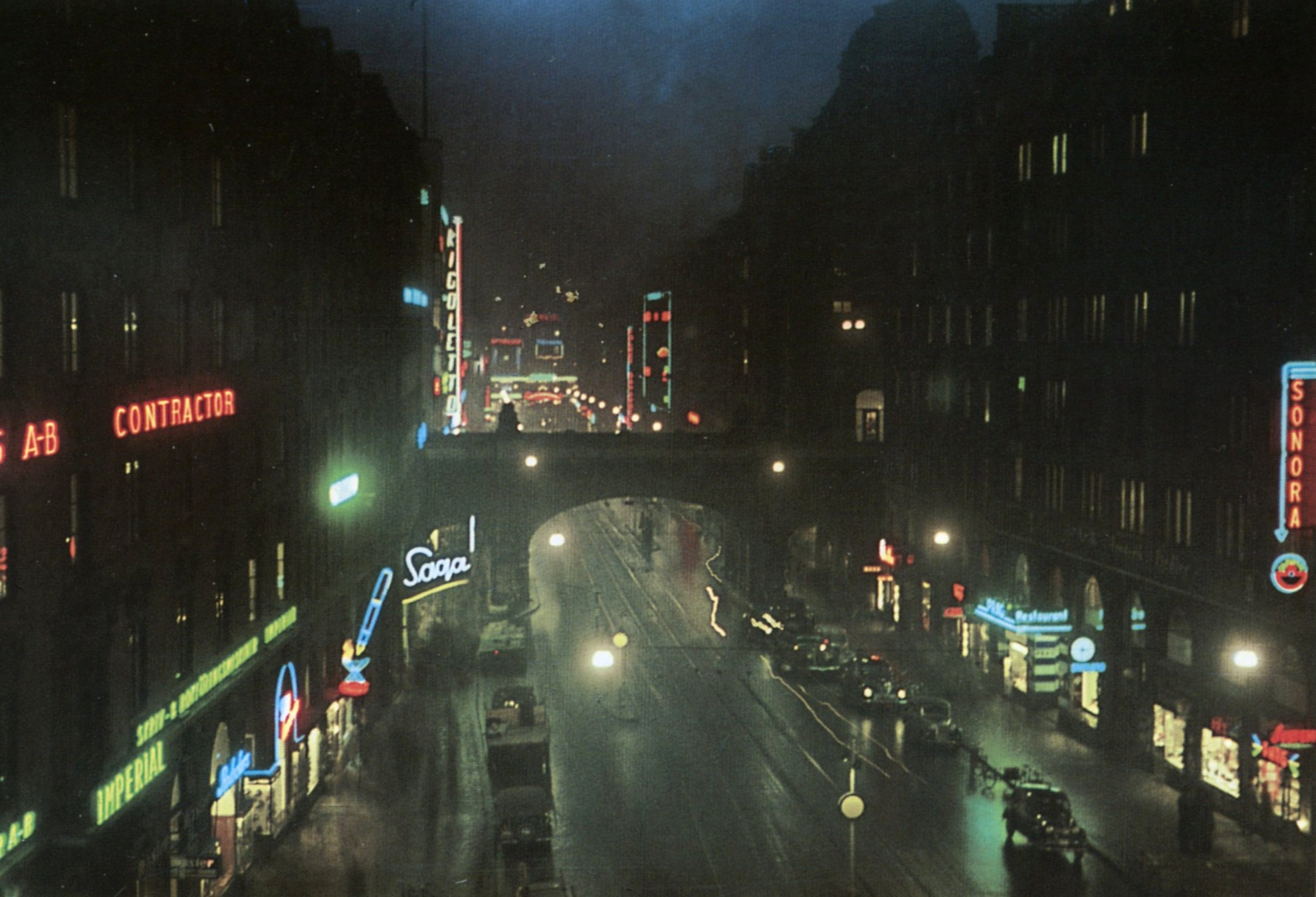
Mot öst 1945
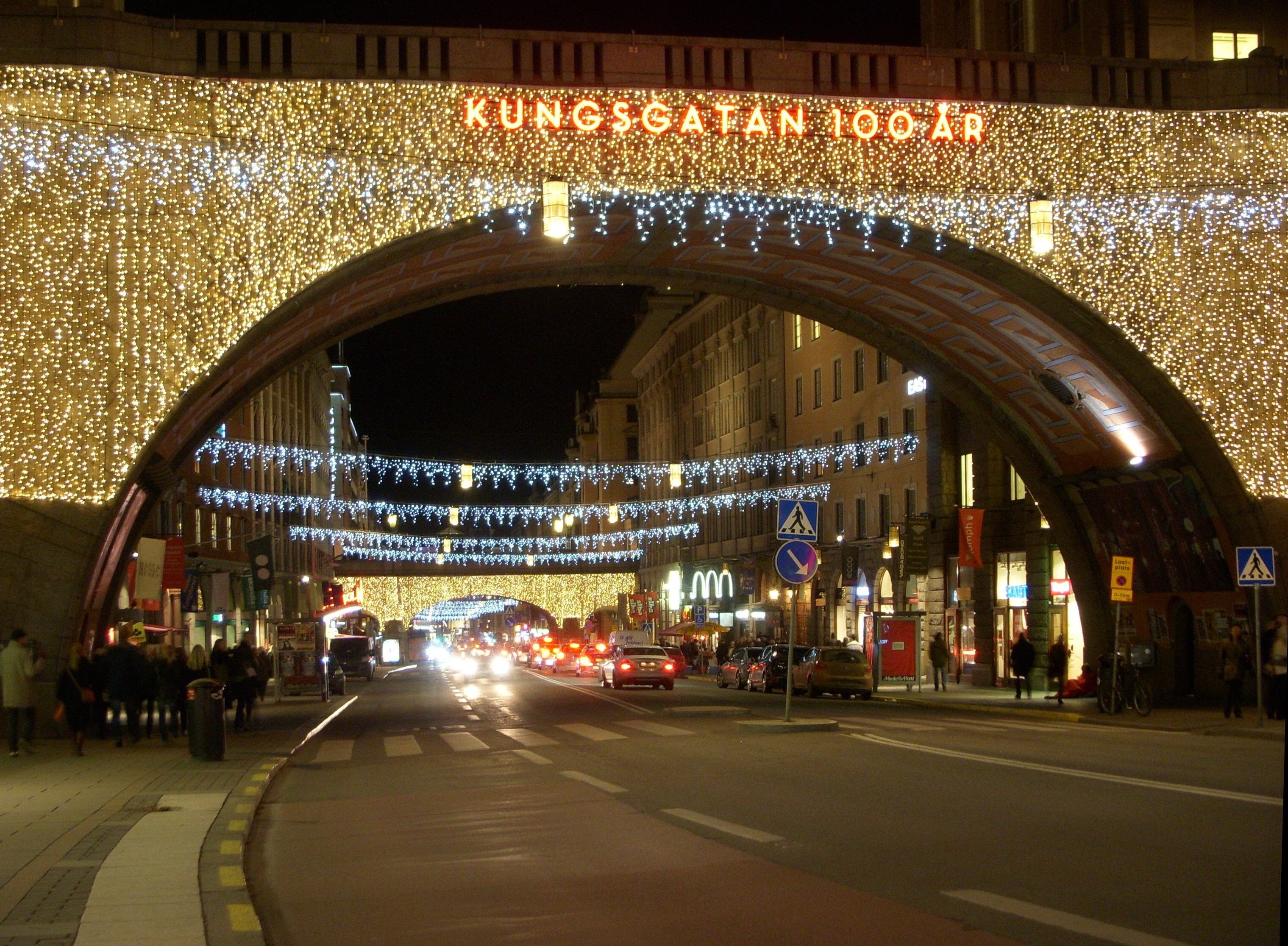
Mot öst med "Kungsgatan 100 år" på Malmskillnadsbron 2011.

## Biogatan
Kungsgatan var en gång en av Stockholms biograftäta gator (se Biografer i Stockholm). Vid Kungsgatan 65 fanns Palladium som öppnade 1918 och stängde 1987, i Palladiums lokaler ligger sedan 2003 Casino Cosmopol. Vid nummer 37 öppnade 1936 biografen Royal, den höll sig kvar under olika namn fram till år 2008, då hette den Astoria. Mellan Sveavägen och Birger Jarlsgatan ligger två av Stockholms mest kända och etablerade biografer, Saga (invigd 1937) och Rigoletto (invigd 1939).

## Byggnader längs Kungsgatan i urval
I byggnadernas husnummer-ordning:
| Bild | Artikelnamn       | Kungsgatan nr | Typ                    | Kort beskrivning |
| ---- | ----------------- | ------------- | ---------------------- | --- |
|      | Myrstedt & Stern  | 5             | Affärshus              | Byggnaden började uppföras 1908-1910 för Myrstedt & Sterns aktiebolag av Kreuger & Toll efter ritningar av arkitekten Ernst Stenhammar och konstruerad av Henrik Kreüger. Byggnaden var den första i Stockholm som uppfördes med en renodlad skelettkonstruktion i armerad betong.                      |
|      | Kungsgatan 8      | 8             | Affärshus              | Kungsgatan 8 byggdes 1927—1928 och är ett av flera hus, med adresserna Kungsgatan 4—10, som uppfördes av ett dotterbolag till fastighetsbolaget Hufvudstaden. Huset var i mer än 30 år huvudkontor för det svenska radiobolaget Radiotjänst.                                                            |
|      | Biograf Rigoletto | 16            | Biograf                | Rigoletto invigdes 17 mars 1939 som Ri-Teatrarnas tolfte biograf med 1 201 sittplatser och var Sveriges första biograf med Cinemascope och stereo. Idag har Rigoletto 918 platser. |
|      | Kungshuset        | 18            | Affärshus              | Byggnaden som är grannhus till "Rigoletto" uppfördes 1938–1940 av byggmästaren Gösta Videgård och är ett tidigt exempel på svensk funkisarkitektur med en fasad i slipad, ljus kalksten. Arkitekt för fastigheten var Hagstrand & Lindberg.                                                             |
|      | Biograf Saga      | 24            | Biograf                | Biografen öppnade i februari 1937 och var Europafilms stora premiärbiograf. 1991 tillkom tre salonger med namnen Anglais, Aveny och Bostock. Totalt antal platser för alla fyra salonger är 851. |
|      | Kungstornen       | 30,33         | Affärshus              | Kungstornen är tvillingtorn, byggda på var sin sida om Kungsgatan. Det norra tornet blev klart 1923 och ritades av Sven Wallander, medan det södra invigdes 1925 och ritades av Ivar Callmander. Tornen var mellan 1924 och 1949 Sveriges högsta skyskrapor.                                            |
|      | Centrumhuset      | 32-38         | Affärshus              | Byggnaden uppfördes efter arkitekt Cyrillus Johanssons ritningar under åren 1929–1931. Den konkavt formgivna "Ströms hörna" mot korsningen Kungsgatan och Sveavägen har alltid varit en omtyckt skyltplats för ljusskyltar.                                                                             |
|      | Biograf Royal     | 37            | Biograf                | Biografen öppnade 1936 och fanns även under namnen Sandrew 1-2-3 och Astoria. Filmvisningen lades ner 2007. År 2009 började man bygga om lokalerna till ett lounge och nöjescenter. |
|      | Kungsgatan 40     | 40            | Affärshus              | I hörnet Kungsgatan/Sveavägen låg under 1900-talets första decennier Feiths populära musikcafé. Nuvarande byggnad uppfördes åren 1918–1919 efter ritningar av arkitekterna Hjalmar Westerlund (för planerna) och Sven Wallander (för fasaderna).                                                        |
|      | Konserthuset      | 41-43         | Konsertsal             | Byggnaden uppfördes åren 1924–1926 efter ritningar av arkitekt Ivar Tengbom. Byggnaden räknas som en höjdpunkt i den svenska 20-talsklassicismen. I Stockholms konserthus utdelas den 10 december varje år Nobelprisen i medicin, fysik, kemi och litteratur.                                           |
|      | Kungshallen       | 44            | Kontors- och affärshus | Byggnaden kallades tidigare Tempohuset, det byggdes åren 1936 till 1937 efter ritningar av arkitekt Edvard Bernhard på uppdrag av Åhlén & Holm. Namnet härrör från det Tempovaruhus som fanns i byggnaden. Nuvarande Kungshallen öppnade den 1 december 1995.                                           |
|      | PUB               | 45-49         | Varuhus                | Varuhuset är sammansatt av olika byggnadsdelar, som skapades mellan 1916 och 1959 då det så kallade "Bohagshuset" vid Drottninggatan invigdes. Flera kända arkitekter ritade PUB:s byggnader, bland dem Gustaf Hermansson, Cyrillus Johansson, Artur von Schmalensee och bröderna Erik och Tore Ahlsén. |
|      | Vinkelhaken 9     | 52            | Bank- & affärshus      | Byggnaden restes 1913–1915 på uppdrag av Stockholms Handelsbank genom dotterbolaget Filia. Huset vars fasader upptas av stora fönsterytor i burspråk med blyspröjsar bedöms idag som kulturhistoriskt mycket värdefullt. Arkitekt var Erik Josephson.                                                   |
|      | Oscarsteatern     | 63            | Teater                 | Oscarsteatern, kort "Oscars" är en privatteater för operett och musikal som ritades i jugendstil av arkitekt Axel Anderberg och invigdes 6 december 1906. Salongen rymmer 905 personer. Teatern har fått sitt namn efter kung Oscar II.                                                                 |
|      | Casino Cosmopol   | 65            | Spelkasino             | Casino Cosmopol är ett av fyra statligt ägda kasinon i Sverige med namnet Casino Cosmopol. Kasinot inrättades år 2003 i en lokal som tidigare genom åren varit nattklubb (Heaven), biograf (Palladium) och dansrestaurang (Bal Palais).                                                                 |
|      | Lundbergska huset | 70-74         | Hotell                 | Scandic Grand Central huserar numer i det Lundbergska huset, vilket då det restes 1883–1885 var stadens största privata byggnad. |

## Kollektivtrafik
Kungsgatan trafikeras av flera busslinjer, linjerna 1 och 75 trafikerar hela Kungsgatan med undantag för den korta del som ligger på Kungsholmen. Antalet busshållplatser på Kungsgatan har minskat de senaste åren då bl.a. hållplatserna Norrlandsgatan, Sveavägen och Vasagatan dragits in av Keolis, som är ansvarig entreprenör åt Storstockholms Lokaltrafik (SL). Kvarvarande busshållplatser är Regeringsgatan (belägen väster om Regeringsgatans bro), Hötorget samt Cityterminalen.
Tunnelbanans station Hötorget har fyra uppgångar på Kungsgatan, samtliga ligger vid korsningen Kungsgatan/Sveavägen. Tunnelbanestationen hette inledningsvis Kungsgatan men heter sedan 1957 Hötorget. 
Kungsgatan, på Kungsbron, har också flera uppgångar från Stockholm C. Uppgångar finns från spår 1 och 2 (som bara trafikeras av Arlanda Express), spår 3 och 4, spår 5 och 6 samt spår 7 och 8. Uppgångar från spår 1 och 2 finns på såväl södra som norra sidan medan övriga uppgångar bara finns på norra sidan av Kungsbron. Uppgången från spår 7 och 8 saknar hiss. 
Cityterminalen har en utgång mot Kungsgatan/Kungsbron vid Terminalslingan. 

## Historiska bilder
Kungsgatan genom tiderna

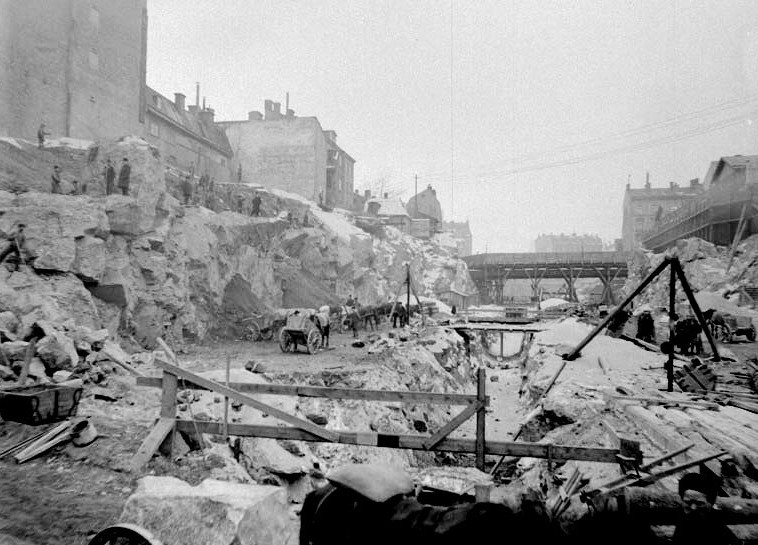
Brunkebergsåsen nästan besegrad 1909
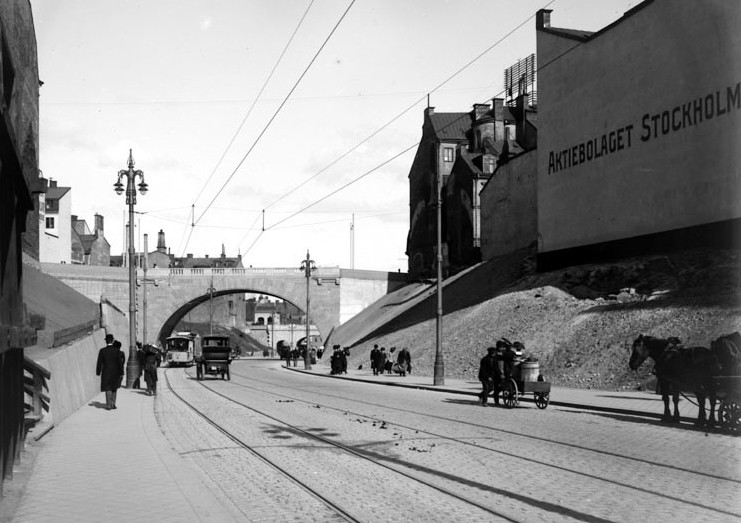
Efter invigningen, den 24 november 1911
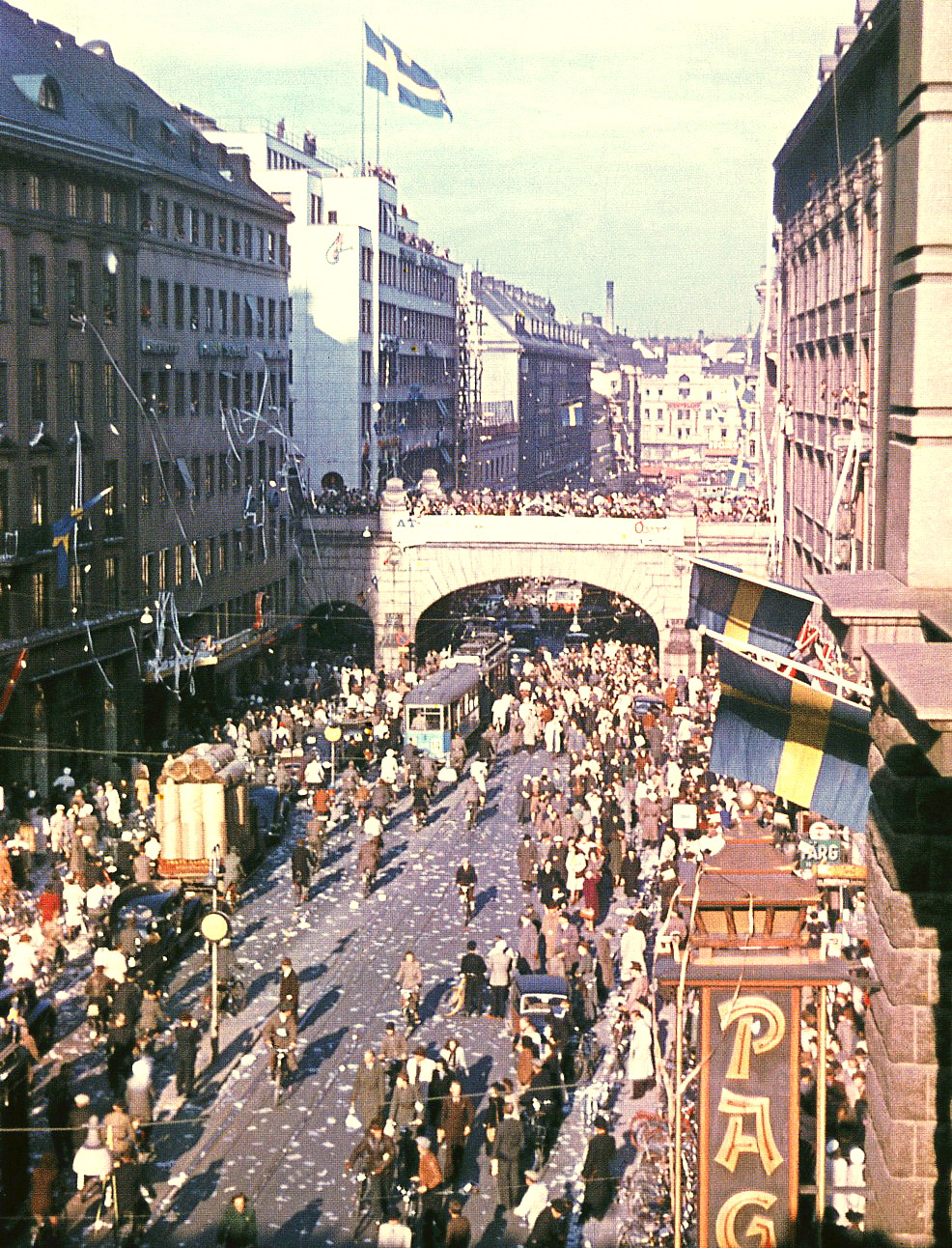
Segerdagen, konfettiparad den 7 maj 1945
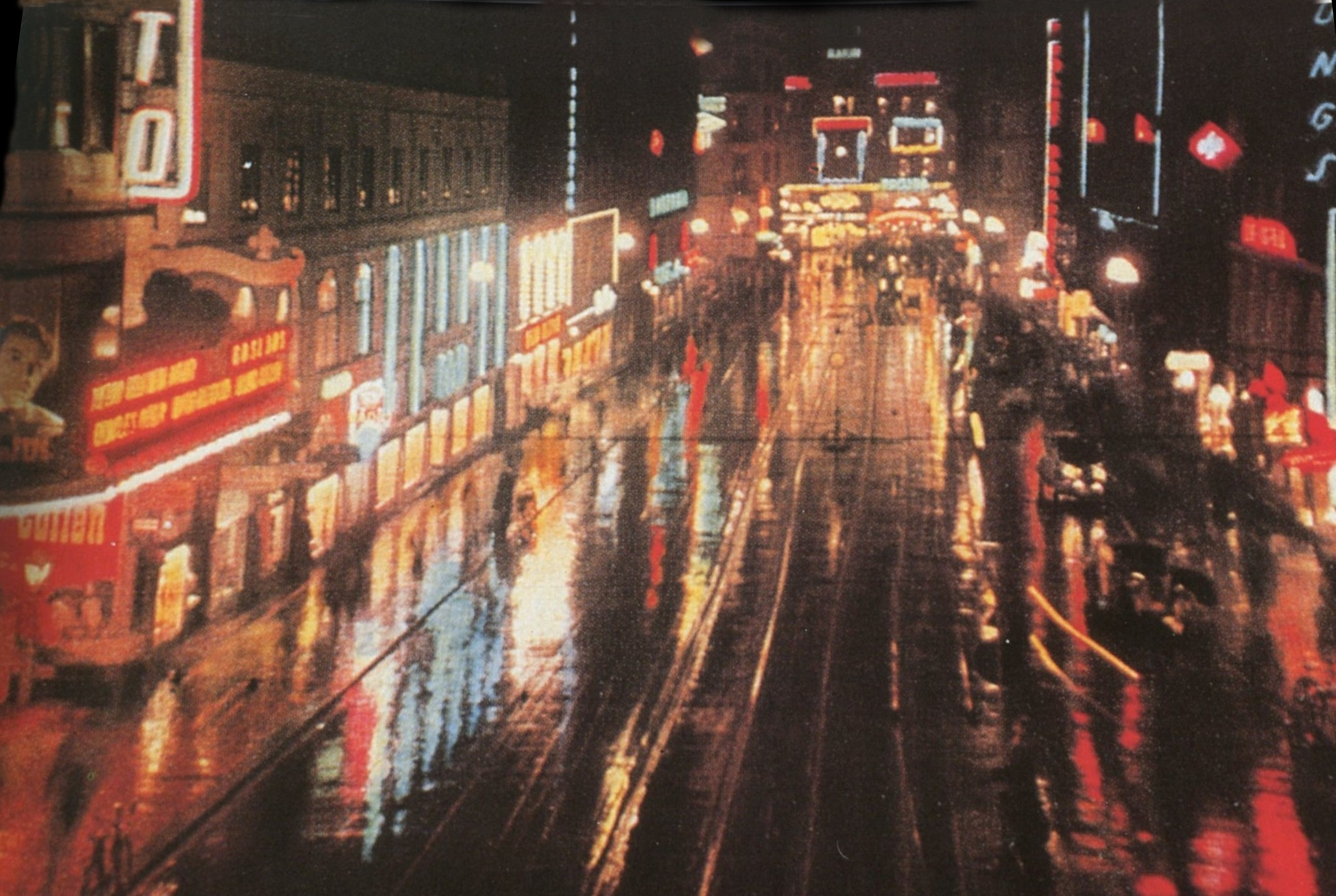
Neonljus i mitten av 1940-talet
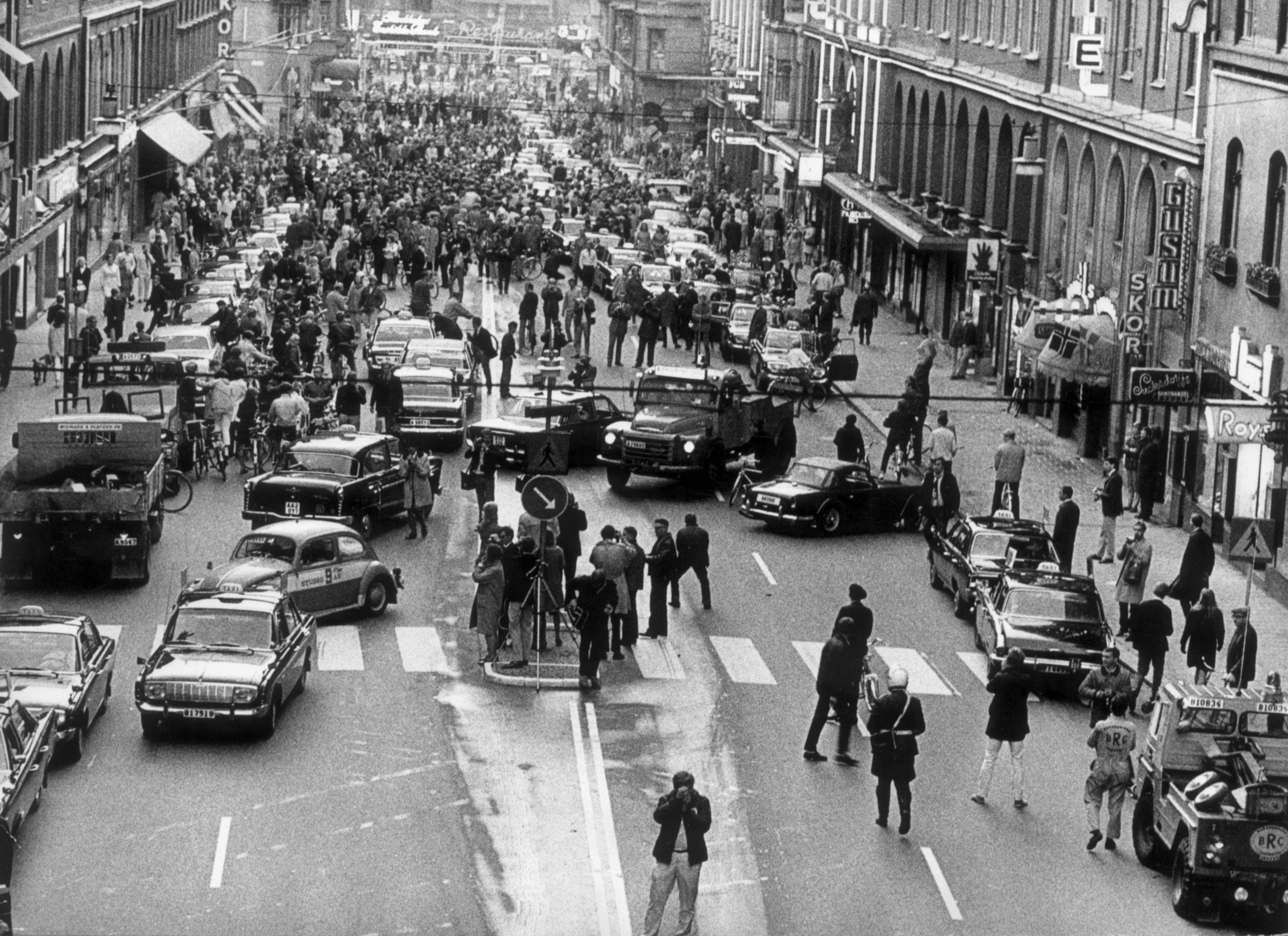
Dagen "H", högertrafiken den 3 september 1967